# Orden de Petrović-Njegoš
La Orden de Petrović-Njegoš (en montenegrino: Орден Петровић Његош, Orden Petrović Njegoš) es una orden dinástica de la casa real de Petrović-Njegoš, de Montenegro. Fue instaurada en 1896 por el rey Nicolás I Petrović-Njegoš.

## Historia
La Orden de Petrović-Njegoš fue instaurada para conmemora el 200 aniversario de la gobernanza de la casa real de Petrović-Njegoš.
La Orden se otorga exclusivamente a miembros de la dinastía y parientes.

## Grados
- Caballero/Dama (OPN).